# Anna Kinberg Batra
Anna Maria Kinberg Batra (født 14. april 1970 i Skärholmen i Stockholm) er en svensk politiker for partiet Moderaterna, som hun var partiformand for 2015-17, civiløkonom og PR-konsulent. Hun var medlem af Riksdagen 2001–2002 og er igen medlem fra 2006. Siden riksdagsvalget 2010 har hun været Moderaternas gruppeleder i Riksdagen. Hun er gift med den indisk-svenske komiker David Batra, som hun har datteren Elvira sammen med.
Batra blev 9. december 2014 indstillet af nominationskomitéen som Moderaternas nye partileder efter Fredrik Reinfeldt, hun blev valgt den 10. januar 2015. Efter en periode med fortsat dårligere tal i meninsmålingerne for partiet forlangte en række af partidistrikterne hendes afgang, og hun fratrådte posten 25. august 2017.